# Comuna de Męcinka
Męcinka (polaco: Gmina Męcinka) é uma gminy (comuna) na Polónia, na voivodia de Baixa Silésia e no condado de Jaworski. A sede do condado é a cidade de Męcinka.
De acordo com os censos de 2004, a comuna tem 4787 habitantes, com uma densidade 32,4 hab/km².

## Área
Estende-se por uma área de 147,78 km², incluindo:
- área agricola: 58%
- área florestal: 32%

## Demografia
Dados de 30 de Junho 2004:
|                      | Total   | Total | Mulheres | Mulheres | Homens  | Homens |
| -------------------- | ------- | ----- | -------- | -------- | ------- | ------ |
|                      | pessoas | %     | pessoas  | %        | pessoas | %      |
| População            | 4787    | 100   | 2377     | 49,7     | 2410    | 50,3   |
| Densidade (pop./km²) | 32,4    | 100   | 16,1     | 16,1     | 16,3    | 16,3   |

De acordo com dados de 2002, o rendimento médio per capita ascendia a 1431,03 zł.

## Subdivisões
- Chełmiec, Chroślice, Kondratów, Małuszów, Męcinka, Muchów, Myślinów, Piotrowice, Pomocne, Przybyłowice, Sichów, Sichówek, Słup, Stanisławów.

## Comunas vizinhas
- Bolków, Jawor, Krotoszyce, Legnickie Pole, Mściwojów, Paszowice, Świerzawa, Złotoryja.